# Ancuya
Ancuya è un comune della Colombia facente parte del dipartimento di Nariño.
Il centro abitato venne fondato da un gruppo di francescani nel 1534.